# 20204 Yuudurunosato
20204 Yuudurunosato è un asteroide della fascia principale. Scoperto nel 1997, presenta un'orbita caratterizzata da un semiasse maggiore pari a 2,7362741 au e da un'eccentricità di 0,0454804, inclinata di 4,24381° rispetto all'eclittica.
L'asteroide è dedicato alla località giapponese di Urushiyama, attraverso il nomignolo con cui è comunemente nota.